# Combinatoria aritmética
En matemáticas, la combinatoria aritmética es un campo situado en la intersección entre la teoría de números, la combinatoria, la teoría ergódica y el análisis armónico.

## Alcance
Su materia de estudio se centra en las estimaciones combinatorias asociadas con operaciones aritméticas (suma, resta, multiplicación y división). La combinatoria aditiva es el caso especial cuando solo están involucradas las operaciones de suma y resta.
Ben Green explica la combinatoria aritmética en su reseña de "Combinatoria aditiva" de Tao y Vu.

## Resultados importantes

### Teorema de Szemerédi
El teorema de Szemerédi es un resultado en combinatoria aritmética relacionado con las progresiones aritméticas en subconjuntos de los números enteros. En 1936, Erdős y Turán conjeturaron que cada conjunto de números enteros A con densidad natural positiva contiene una progresión aritmética de k términos para cada k. Esta conjetura, que se convirtió en el teorema de Szemerédi, generaliza el enunciado del teorema de van der Waerden.

### Teorema de Green-Tao y extensiones
El teorema de Green-Tao, demostrado por Ben Green y Terence Tao en 2004, establece que la secuencia de los números primos contiene progresiones aritméticas arbitrariamente largas. En otras palabras, existen progresiones aritméticas de números primos, con k términos, donde k puede ser cualquier número natural. La demostración es una extensión del teorema de Szemerédi.
En 2006, Terence Tao y Tamar Ziegler ampliaron el resultado para cubrir las progresiones polinómicas. Más precisamente, dado cualquier polinomio de valores enteros P1,..., Pk con una m desconocida, todos con término constante 0, hay infinitos números enteros x, m tales que x + P1(m), ..., x + Pk (m) son simultáneamente primos. El caso especial, cuando los polinomios son m, 2m, ..., km, implica el resultado anterior de que existen progresiones aritméticas de números primos de longitud arbitraria k.

### Teorema de Breuillard-Green-Tao
El teorema de Breuillard-Green-Tao, demostrado por Emmanuel Breuillard, Ben Green y Terence Tao en 2011, ofrece una clasificación completa de los grupos aproximados. Este resultado puede verse como una versión no abeliana del teorema de Freiman y una generalización del teorema sobre grupos de crecimiento polinómico de Gromov.

## Ejemplo
Si A es un conjunto de N números enteros, ¿qué tan grandes o pequeños pueden ser el conjunto suma
{\displaystyle A+A:=\{x+y:x,y\in A\},}
el conjunto de diferencias
{\displaystyle A-A:=\{x-y:x,y\in A\},}
y el conjunto de productos
{\displaystyle A\cdot A:=\{xy:x,y\in A\}}
, y cómo se relacionan los tamaños de estos conjuntos? (no deben confundirse con los términos conjunto diferencia y producto cartesiano, que pueden tener otros significados).

## Extensiones
Los conjuntos que se estudian también pueden ser subconjuntos de estructuras algebraicas distintas de los números enteros, como por ejemplo grupos, anillos y cuerpos.